# ママモコモてれび
『ママモコモてれび』とは、2012年4月2日から2016年3月31日まで月 - 金曜日11時台に日本テレビで放送されていたミニ番組。2012年4月7日から2013年3月30日まで土曜日9:25 - 9:30に放送されていた『ママモコモサタデー』についても、本項目で併せて記述する。

## 概要
「オトナと子どもたちの新しい関係」を提案し、「子どもの無限の可能性を伸ばす」情報を発信する。
番組名は「ママも子も見て欲しい」という制作者の思いが由来になっている。
「ママモコモ」とは、日本テレビが「全国の子育てファミリーに愛されるテレビ局」になることを目指し、2010年より立ち上げた子育て支援プロジェクトで、同プロジェクト活動の一環として2012年より番組化された。
協賛スポンサーは「ママモコモパートナーズ」と称しており、番組末期は森永乳業とかんぽ生命保険の2社が協賛していた。ただ、提供スポンサーは放送日毎に変わっており、基本的にはママモコモパートナーズから1社が提供（週によっては連続して提供するパターンもあった）。ただし、ママモコモパートナーズ以外の企業が提供する場合、もしくは日本テレビ関連のCM（番宣、映画、イベントなどの宣伝）を放送する場合、クレジットの付かないPT扱いとなっていた。また、不定期で放送される特別番組（『土曜ロータリー』枠で放送）はママモコモパートナーズが提供する。
2013年10月7日より、日テレプラス ドラマ・アニメ・スポーツ（CS）でも、毎週月曜 - 金曜6:55 - 7:00・日曜11:50 - 12:00（前々日までの5回分を一挙放送）に全国放送されていた（現在は放送終了）。
2014年4月1日から、同年3月31日までの前座番組『PON!』の内包番組として、11:11から放送。さらに同年4月14日から、日テレプラス ドラマ・アニメ・スポーツでの本放送の時間が変更となり、毎週月曜 - 金曜8:00 - 8:05となった。
2015年3月30日放送分より、前半がショートアニメ（約30秒程度）、後半はココモちゃんがキャスターを務めるコーナー（「ママモコモニュース」など）の2部構成となった。
2016年3月31日をもって番組は4年間に亘る放送を終了したが、「ママモコモ」プロジェクトの活動（Facebookの更新等）は今後も継続する。

## 登場キャラクター
- モコたろう - 主人公。小学校1年生、7歳。ママが大好きな甘えん坊。弟のモコみちが生まれて以来、ママを取られる事を心配している。家族の中で1番まとも。
- ココモちゃん (声 : 幸田雛子) - モコたろうの幼なじみ。少しおマセでしっかり者。いつも大人に鋭い指摘をする。モコたろうが想いを寄せる女の子。
- モコみち - モコたろうの弟。5歳。いつもモコたろうにくっ付いて、一緒に遊んでいる。既に兄よりデカイ。
- ママ（声：友近）- モコたろう・モコみちのママ。家族の皆のムードメーカー。ココモちゃんからも御近所ママからも悩み相談を頻繁に受ける。「世直し」が趣味？！天真爛漫でクルクル回る。女子高出身。
- パパ（声：レイザーラモンRG）- モコたろう・モコみちのパパ。なぜか鞄の姿をしている。なお漢字で書くと鞄と書いてパパと読む。お喋りなママにいつもタジタジ。
- おじじ (声：具志堅用高）- ママとみぃの父であり、モコたろう・モコみちのおじいちゃん。モコたろう家に居候している。モコたろうと仲良しでボケキャラ。不定期で出演。
- みぃ (声:misono) -ママの妹であり、モコたろう・モコみちの叔母。関西出身。ママ同様に歌が上手い。マー&モーの母でギャルママ。
- マー&モー (声:冨永みーな) -みぃの子供達で双子。モコたろう・モコみちの従姉妹。
- ピエール (声：井上尚）- ココモちゃんのパパ。フランス帰りで御洒落がモットー！パパの友人でフランスかぶれ。工作上手。不定期で出演。

## 曜日企画
開始当初は曜日ごとにテーマが固定されていた。
- 月曜日：くらし
- 火曜日：つくる
- 水曜日：たべる
- 木曜日：あそぶ
- 金曜日：ウチノコモ

しかし、2013年1月時点では曜日ごとのテーマ固定がなくなり、上記の5つのテーマの中から日替わりで設定されるようになった。
土曜日の『ママモコモサタデー』ではその週に放送されたものの中から1つが再放送されていた。

### ママモコモパートナーズ
番組終了当時
- かんぽ生命
- 森永乳業

過去
- P&G
- セキスイハイム
- ノルウェーサーモン
- 家庭教師のトライ
- ヤマト運輸

など

## スタッフ
- キャラクターデザイン：おかだ萌萌
- キャラクターアニメーション：大髙那由子
- ママモコモたいそう 歌：たむらぱん
- ママモコモたいそう 振付け：パパイヤ鈴木
- 演出：くろせあつこ
- 構成：たむらようこ、服部真由子
- プロデューサー：大澤弘子、寺内壯、神崎裕子
- チーフプロデューサー：鈴江秀樹
- 制作協力：AX-ON
- 製作著作：日本テレビ

### アニメーションスタッフ
- アニメーション制作：ODDJOB、ジャストプロ（オープニングアニメ）
- 脚本：ふじきみつ彦、竹村武司
- 監修：守屋健太郎
- 音楽：DJ Codomo
- アニメーター：スタジオ イワエトゥンナイ、大髙那由子(オープニングキャラクターダンス)
- ディレクター：岡本優理子